# Museo de Nyeri
El Museo Nyeri (en inglés: Nyeri Museum ; en suajili: Makumbusho ya Nyeri) es un museo de historia ubicado en Nyeri (Kenia). Está dedicado a la historia de Kenia y la cultura Kikuyu.

## Historia
El edificio del museo fue construido en 1924, pero comenzó a usarse en 1925 para resolver casos de derecho consuetudinario. La intención de crear este edificio era centralizar los casos en un sistema de justicia consuetudinario en la Colonia de Kenia.
Se construyó una sala adicional debido al aumento de casos, la razón de esto es que la sala del tribunal no podía manejar tantos casos, los casos civiles se llevaron a cabo en la primera sala mientras que los casos penales se llevaron a cabo en la segunda sala.
En la década de 1970, después de la construcción de los Tribunales de Justicia de Nyeri, este edificio quedó obsoleto y luego fue utilizado como sala de reuniones por el Consejo Municipal de Nyeri. En 1997, el control del edificio se transfirió a la corporación Museos Nacionales de Kenia. Después, la corporación decidió renovar el edificio, finalmente, en 2001, el museo fue declarado bien nacional.
En noviembre de 2019, Google colaboró con los Museos Nacionales de Kenia, y entre sus programas incluyó una versión adaptada de Google Street View del museo, en la que es posible visitar virtualmente las salas del museo.

## Colecciones
El museo contiene armas hechas a mano, escudos de hierro y cascos usados por los Mau Mau. El museo también contiene una libreta de ahorros utilizada por los británicos para controlar el movimiento de diferentes grupos de personas como los Kikuyu, Meru y Embu. El museo contiene información sobre el proceso de independencia de Kenia. El museo tiene una colección de retratos de Tom Mboya y Pio Gama Pinto, así como exhibiciones sobre el papel de la mujer en la historia de Kenia. El museo también tiene una colección de fotografías de los Askaris. El museo contiene cascos y escudos del período colonial de Kenia, así como ladrillos fabricados por los detenidos del campo de trabajo de Aguthi. El museo también cuenta con cascos y escudos de la época colonial.